# Горна Винча
Горна Винча (на сръбски: Горња Винча) е село в Босна и Херцеговина, разположено в община Пале, в ентитета на Република Сръбска. Намира се на 778 метра надморска височина. Населението му според преброяването през 2013 г. е 16 души, от тях: 9 (56,25 %) сърби и 7 (43,75 %) бошняци.

## Население
Численост на населението според преброяванията през годините:
- 1961 – 178 души
- 1971 – 177 души
- 1981 – 78 души
- 1991 – 58 души
- 2013 – 16 души